# 29829 Engels
29829 Engels (tên chỉ định: 1999 EK3) là một tiểu hành tinh vành đai chính. Nó được phát hiện bởi Matteo M. M. Santangelo ở Osservatorio Astronomico di Monte Agliale in Italy ngày 14 tháng 3 năm 1999. Nó được đặt theo tên Friedrich Engels, a German philosopher of the 19th century.